# Hypanis simplex
Hypanis simplex är en fjärilsart som beskrevs av Butler 1883. Hypanis simplex ingår i släktet Hypanis och familjen praktfjärilar. Inga underarter finns listade i Catalogue of Life.